# El corazón de las tinieblas
El corazón de las tinieblas (Heart of Darkness) es un cuento extenso o novela corta de 1899 del escritor polaco Joseph Conrad, que aborda temas como el colonialismo, el choque de culturas, el racismo y la violencia humana. La traducción del título a la mayoría de las lenguas opta por la palabra «tinieblas» en vez de «oscuridad», que es la que se corresponde literalmente con darkness. Es quizá el trabajo más conocido de su autor.
Conrad se inspiró, hasta cierto punto, en su viaje al Congo, colonizado y devastado por el rey Leopoldo II de Bélgica. El relato tiene como protagonista y narrador al personaje ficticio Charles Marlow, quien describe su viaje desde Londres hasta el río Congo en búsqueda del jefe británico de una explotación de marfil de apellido Kurtz.
Esta obra fue incluida en la serie Great Books of the 20th Century (Grandes libros del siglo XX), publicada por Penguin Books. T. S. Eliot incluyó una cita de El corazón de las tinieblas al comienzo de su obra The Hollow Men. John Milius la tomó de base para escribir el guion de Apocalypse Now, la película de 1979 de Francis Ford Coppola.

## Inspiración, composición y publicación
En 1890 Joseph Conrad fue contratado a sus 32 años por la compañía belga SGB para trabajar a bordo del barco de vapor Roi des Belges por el río Congo. Durante su travesía de seis meses, Conrad queda horrorizado por la brutalidad con la que los europeos actuaban en África. Tras años de pensar sobre aquel viaje escribió una novela que, según sus propias palabras, relataba «una experiencia llevada un poco (y sólo un poco) más allá de los hechos reales». Sin embargo, la palabra «Congo» no aparece ni una sola vez en la novela, ya que Conrad no quería ser demasiado explícito en su relato. Es indudable que su experiencia personal y el relato del protagonista guardan fuertes similitudes.
El relato se encuentra dividido en tres partes, que describen en primer lugar una aproximación de los hechos y el inicio del viaje de su protagonista, en segundo lugar el desarrollo del mismo y, finalmente, su conclusión.
La obra fue publicada inicialmente a través de tres entregas de Blackwood's Magazine, entre febrero y abril de 1899, para celebrar la milésima edición de esa revista, y en 1902 como parte de su libro "Youth: a Narrative, and Two Other Stories". Posteriormente fue editada de manera separada y traducida a numerosos idiomas.

## Trama
Heart of Darkness (El corazón de las tinieblas) relata el viaje del marinero Charlie Marlow por el río Congo, en el África colonial, y su encuentro con el misterioso agente colonial Kurtz.  
La historia comienza en el río Támesis, donde Marlow cuenta su experiencia a bordo de un barco anclado. Relata cómo obtuvo un puesto como capitán de un vapor propiedad de una compañía comercial belga que operaba en el Congo, entonces una colonia explotada brutalmente por intereses europeos. Su misión era remontar el río para llegar a una estación interior y traer de vuelta a Kurtz, un empleado destacado de la compañía de marfil que había dejado de comunicarse con sus superiores.
En el camino, Marlow será testigo de la situación extrema en que viven los colonos europeos, su brutalidad hacia los nativos africanos, y deberá superar todo tipo de obstáculos —retrasos, enfermedades o ataques de indígenas— hasta alcanzar su destino. Marlow observa las consecuencias devastadoras del colonialismo: los nativos son esclavizados, maltratados o asesinados mientras los europeos se enriquecen con el comercio del marfil. A lo largo del camino, Marlow se encuentra con personajes frívolos, incompetentes o indiferentes ante la violencia, lo que refuerza su creciente escepticismo sobre las justificaciones morales del imperialismo.
Tras un arduo y lento avance, marcado por enfermedades, selva espesa y hostilidad del entorno, Marlow llega a la estación de Kurtz. Allí descubre que el hombre, antaño elogiado por su brillantez y cultura, se ha convertido en una figura casi divina para los pueblos indígenas, quienes lo adoran como a un dios. Kurtz ha dejado atrás toda moral europea y actúa con brutalidad, justificando sus actos con un discurso de poder y grandeza. Como legado deja un panfleto en el que detalla cómo civilizar a los nativos y que incluye una anotación brutal: «¡Exterminad a todos los salvajes!». 
Marlow queda profundamente impactado por el estado físico y mental de Kurtz, que está gravemente enfermo. En su delirio, Kurtz pronuncia su famosa frase final: “¡El horror! ¡El horror!”, interpretada como una revelación sobre la oscuridad interior del alma humana y el vacío moral del colonialismo. Poco después, muere.
Marlow regresa a Europa con las últimas palabras de Kurtz y visita a su prometida, a quien decide no contarle la verdad. En lugar de revelar la locura y brutalidad de Kurtz, le dice que sus últimas palabras fueron su nombre. Con esto, Marlow protege una ilusión, pero queda marcado por su experiencia.
La novela explora la delgada línea entre civilización y barbarie, y sugiere que el verdadero "corazón de las tinieblas" no está en África, sino en la mente humana cuando el poder y la codicia eliminan toda ética. A través del viaje físico y simbólico de Marlow, Conrad presenta una crítica durísima al colonialismo, al supremacismo y al imperialismo.

## Personajes
El corazón de las tinieblas constituye una novela en clave sobre la colonización europea de África. Conrad recreó su peripecia por el río Congo cambiando nombres y detalles geográficos, pero sin ocultar su repulsa hacia ciertas actividades del Estado Libre del Congo. El autor adjudicó a varios personajes una nacionalidad distinta, responsabilizando a toda Europa de lo ocurrido en África. Así, cada personaje esconde cierto significado en forma de alegoría.
Charles MarlowA menudo se ha relacionado al narrador de la historia como el alter ego de Joseph Conrad. Aunque esta no era la intención del autor, los paralelismos son evidentes en el relato.
Su máxima aspiración es llegar a conocerse a sí mismo y detesta la mentira por encima de todo. Es un personaje ciertamente ambiguo, puesto que nunca tiene una posición clara respecto a temas como la colonización, simplemente pone el foco en lo que ve pero evita juzgarlo. El autor le compara con la estampa de un Buda, poseedor de un conocimiento superior.
El directorRepresenta el vacío del alma. No tiene ninguna cualidad destacada, es un tipo mediocre con ojos vacíos y sonrisa mezquina. Su único mérito es que jamás se pone enfermo (porque carece de entrañas) y parece conspirar contra Kurtz.
La junglaLa selva y el río se convierten en un personaje subyugante e imprescindible en el relato. Representa las misteriosas e invasoras fuerzas de la naturaleza a las que se ven arrastrados los personajes a medida que se adentran río arriba. Cuanto más se adentra el protagonista en la selva, alejándose de la civilización, empieza también a alejarse de la forma de pensar y percibir racional, regresando a una etapa más instintiva del comportamiento humano.
El arlequínRepresenta a la comunidad internacional que se admira por los logros de la colonización y permanece pasiva ante la barbarie en África. Esta alegoría se establece a partir de la vestimenta del individuo, compuesta por varios colores que representan las banderas de los países europeos, así como por la nacionalidad rusa del arlequín, nación que no tenía posesiones en África.
Señor KurtzRepresenta la ambición de la empresa colonizadora disfrazada bajo la aureola de la civilización. Es admirado por todos por su enorme capacidad y elocuencia. Sin embargo, en el corazón de la jungla se ha dejado llevar por el salvajismo. El ansia de marfil y el contacto con un mundo desconocido le transforma en un ser brutal. Parece haber enloquecido por el horror y se deja idolatrar por los nativos como si fuera una divinidad. Varias personas inspiraron a Conrad para elaborar el personaje de Kurtz. Son abundantes las referencias al explorador británico Morton Stanley. La escena de las cabezas empaladas recuerda tal como Conrad pudo verlas en la empalizada de la casa del capitán belga León Rom. La muerte de Kurtz es una clara referencia a la que padeció George Antoine Klein, agente de marfil francés que murió en el vapor que capitaneó Conrad (de hecho Klein en alemán significa pequeño, mientras que Kurtz significa corto).
La prometida de KurtzRepresenta la inocencia de la sociedad victoriana, que ignora las atrocidades cometidas en el continente africano, creyendo en la bondad de la misión civilizadora. Tiene una imagen idealizada de Kurtz y desconoce el horror ante el cual ha sucumbido su prometido.

## Técnica narrativa
Más allá del hilo argumental que desarrolla el relato, la obra de Conrad ha sobrevivido al paso del tiempo como un anticipo a la narrativa moderna. El estilo narrativo no es meramente descriptivo, sino que traslada al lector a un descenso al inconsciente. El autor utiliza la técnica del subtexto: la precisión descriptiva va perdiendo peso en el relato para acercarnos a la sospecha de lo que va a desplegarse ante nosotros; todo son alusiones, sobreentendidos o suposiciones. Conrad utiliza constantemente la idea de envoltorios semánticos, historias que se desvelan como un juego de muñecas rusas pero invertidas, empujando las ideas hacia fuera y no hacia dentro. Se juega de forma magistral con los dobles planos, que se superponen o se contraponen. Así, a partir de cierto punto las descripciones dejan de ser visuales para convertirse en sonoras; los escenarios devienen simbólicos mientras las coordenadas espaciales empiezan a carecer de sentido. Gran parte del significado del relato no está en el centro del libro, sino en su periferia. 
La novela sigue una estrategia dual, como dos ríos cuyo destino es el abismo: por un lado, el viaje de Marlow a lo más profundo de la jungla; por el otro, el descenso del hombre al interior de su alma. Otra característica del cuento es el uso de una narración enmarcada. El autor utiliza dos narradores: un primer narrador que inicia el relato y nos presenta al grupo de marineros que escuchan la narración de Marlow, quien se apropia de la historia a partir de ese momento. 
Además, sus múltiples niveles de lectura permiten encontrar ciertas referencias implícitas a Freud, Jung, Nietzsche y a mitos como el pecado original. Hay críticos que reprochan al autor el querer abarcar demasiados temas en un relato breve, el cual requiere más de una lectura para comprender todo su significado, y aun así hay cosas que Conrad dejó en el aire para que el lector pueda interpretarlas a su antojo. A menudo se la consideró como una obra extraña, pero con un estilo perfeccionista. El último párrafo de este libro está considerado uno de los mejores finales de la literatura universal. Es por ello que esta obra constituye también una reflexión sobre el arte de narrar un relato intenso en pocas páginas.

## Recepción y crítica
El corazón de las tinieblas fue escrito en una época en la que el imperialismo europeo, y en especial británico, comenzaba a perder su aura de misión humanizadora y empezaban a conocerse algunos de los desmanes y brutalidades cometidos por los europeos en el continente africano. Marlow —basado en gran medida en las experiencias del propio Conrad— relata la brutalidad y arbitrariedad con la que los europeos tratan a los nativos, y se refiere irónicamente a la «misión salvadora» de los colonos en repetidas ocasiones, calificando, por ejemplo, a la Conferencia de Berlín de 1884, en que los países europeos se repartieron el continente africano, como la «Sociedad Internacional para la Supresión de las Costumbres Salvajes». 
Pese a esta visión crítica de la labor de los europeos en África, la novela de Conrad también ha sido considerada como una novela «racista», por su reflejo poco humano y casi animalizante de los nativos africanos. El primer y más famoso ataque en este sentido lo realizó el crítico poscolonialista Chinua Achebe en su ensayo Una imagen de África: racismo en «El corazón de las tinieblas» de Conrad (An image of Africa: racism in Conrad's «Heart of darkness»), donde negaba que se pudiera considerar como «obra de arte» una novela que reducía a los africanos a una condición infrahumana, negándoles incluso la capacidad de expresión lingüística o el desarrollo de una cultura. Esta lectura poscolonial de Achebe ha sido atacada a su vez por otros críticos por considerarla «corta de miras» y distorsionadora de la verdadera intención de Conrad, quien subvierte muchos de los tópicos eurocéntricos que Achebe le acusa de promover.
Estudiosos como Caryl Phillips sostienen por el contrario que El corazón de las tinieblas es ante todo un producto de su tiempo. El objeto principal de la obra sería el efecto que produce en los europeos el contacto con un mundo completamente distinto del suyo, así como la duda acerca de la supuesta supremacía moral del Viejo Continente, por entonces dada por descontado.
Sin embargo, y para zanjar este asunto, recordemos algunas de las motivaciones que el propio Conrad apuntó en uno de sus últimos libros :

Descendió sobre mí una gran melancolía cuando me di cuenta de que las realidades idealizadas de los ensueños de un muchacho habían sido desplazadas y embrutecidas por las actividades de Stanley y del Estado Libre del Congo; por la nada santa recolección de una periodistilla sensacionalista y por el desagradable conocimiento del más vil de los saqueos en la historia de la exploración geográfica y de la conciencia humana.
(Last Essays, 1926)

Es por ello por lo que debería considerarse esta obra no como una crítica política, sino como una condena a la doble moral europea de la época, así como una reflexión sobre la violencia y la locura. Por su parte, Hannah Arendt se inspiró en este relato para elaborar su obra Los orígenes del totalitarismo (1951). Incluso hay quienes han considerado esta obra como un augurio de los horrores del siglo XX.

## Adaptaciones a otros medios
John Milius se basó en este breve relato para el guion de Apocalypse Now, película dirigida por Francis Ford Coppola y ambientada en la guerra de Vietnam que mantiene el espíritu y la estructura del relato de Conrad. En esta adaptación destaca la notable interpretación que Marlon Brando hizo del señor Kurtz, así como las menos fidedignas que Martin Sheen y Dennis Hopper hicieron de Willard (Marlow) y del arlequín, respectivamente.
Otros directores también quisieron llevar a la gran pantalla la novela de Conrad. Orson Welles, por ejemplo, la eligió para su primer proyecto, pero finalmente no lo llevó a cabo. Román Chalbaud dirigió el El corazón de las tinieblas en el año 1990. En 1993 se estrenó una nueva versión de El corazón de las tinieblas dirigida por Nicolas Roeg, protagonizada por Tim Roth (Marlow) y John Malkovich (Kurtz). En 2009 se hizo en Colombia el rodaje de una nueva versión, situada en la selva de dicho país y con el conflicto armado de fondo. El título de esta película será Viene el jaguar y el equipo responsable detrás del proyecto es el mismo que recientemente fue aplaudida en el Festival de Cine de Sundance por la película Perro come perro.
Con motivo del centenario de la publicación de El corazón de las tinieblas en 2002, y en el marco de la exposición homónima ubicada en el Palacio de la Virreina de Barcelona, RNE Radio 3 produjo un serial radiofónico de 12 capítulos basado en la obra, una producción que sería la más ambiciosa de la emisora hasta la fecha. Emitido durante el programa "En la Ciudad Invisible", contó con un gran despliegue de medios artísticos y técnicos, entre los que cabe destacar el guion de Federico Volpini Sisó (director de la cadena por aquel tiempo), un reparto formado por muchos de los mejores actores de doblaje (liderados por Constantino Romero, que interpretó a Marlow) y la inclusión de música compuesta ad hoc por José María Silva.
En 2002, la narradora Karim Taylhardat la adaptó al medio historieta (Ediciones Sinsentido, col. Sin Futuro, núm. 5, Madrid), con imágenes de Pablo Auladell, Miguel Ángel Díez, Luis Manchado y Francisco Marchante y coordinación de Jesús Cuadrado. En 2009, sirvió de inspiración en la trama del videojuego de disparos en tercera persona Spec Ops: The Line. También hacen referencia de este libro en la serie de anime Psycho pass, siendo este sostenido por el personaje Kougami Shinya mientras se encontraba en una cama de hospital. 
La comedia satírica de 1989 "Cannibal Women in the Avocado Jungle of Death" (Mujeres caníbales en la Selva de Aguacate de la Muerte) se basa vagamente en la obra de Conrad, teniendo como antagonista a la Doctora Kurtz, una renombrada intelectual feminista que, harta de la Civilización Occidental, se interna en la selva y acaba convertida en "emperatriz" de una tribu de mujeres caníbales.
También, aunque no directamente, se le hace referencia a la novela con el nombre del DLC de Paradox para su juego Victoria 2 en su nombre "Heart of Darkness", cuyo enfoque es la colonización del mundo.
En cierta medida, en el videojuego Fallout New Vegas, el personaje de César y sobre todo el personaje de Joshua Graham tienen una evolución similar al Kurtz del Corazón de las Tinieblas, siendo una referencia implícita y algo rebuscada, aunque bien llevada.
El videojuego Specs ops: The line está fuertemente basado en la pérdida de la moral de sus protagonistas. El antagonista se llama Conrad.